# Windeberg
Windeberg ist ein Ortsteil der Kreisstadt Mühlhausen/Thüringen im Unstrut-Hainich-Kreis mit 250 Einwohnern.

## Geografie
Windeberg liegt am Rande der Südabdachung des Dün am Übergang ins Thüringer Becken, sechs Kilometer nordöstlich der Kernstadt Mühlhausen. Südlich liegt der Forstberg (395 m ü. NN) und westlich das NSG Flachstal. Über die Landesstraßen 1016 und 2041 ist die verkehrsmäßige Anbindung gegeben.

## Geschichte

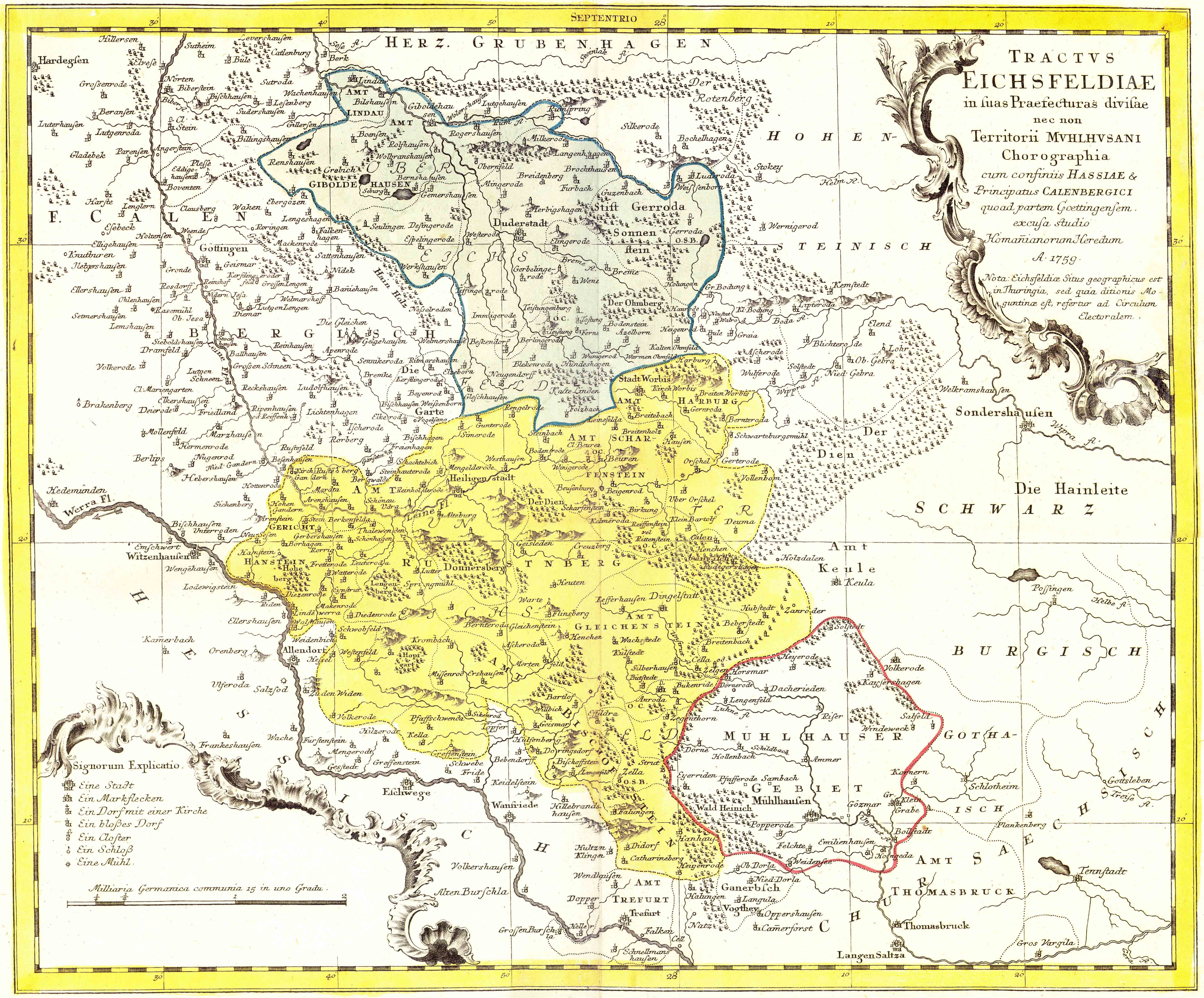
Das Eichsfeld und das Gebiet der Freien und Reichsstadt Mühlhausen mit Windeweck (Windeberg) um 1759 (Die Karte enthält einige Fehler: siehe Kartenbeschreibung auf Commons)

Am 29. August 1296 erfolgte die urkundliche Ersterwähnung des Ortes.  Über Jahrhunderte zählte er zum Einflussbereich der Reichsstadt Mühlhausen. 1565 zählte man in Windeberg 45 Mann Bevölkerung. 1750 fielen weite Teile des Ortes, einschließlich der Dorfkirche einem Brand zum Opfer.
1802 fiel Windeberg zusammen mit Mühlhausen an das Königreich Preußen, von 1807 bis 1813 an das von Napoleon geschaffene Königreich Westphalen (Kanton Dachrieden) und wurde nach dem Wiener Kongress 1816 dem Landkreis Mühlhausen in der preußischen Provinz Sachsen zugeordnet.
Am 1. Juni 1992 erfolgte die Eingemeindung nach Mühlhausen.

## Sehenswürdigkeiten
- Dorfkirche St. Nikolaus[5]
- Ehrenmal für die die Opfer beider Weltkriege auf dem Kirchhof vor der Dorfkirche.[6]